# Хатчінс Галина Анатоліївна
Галина Хатчінс, чи Гатчинс, (англ. Halyna Hutchins, до шлюбу Андросович; 9 квітня 1979, Городець — 21 жовтня 2021, Альбукерке) — українська операторка-постановниця та журналістка-розслідувачка. Працювала над понад 30 повно- і короткометражними фільмами та мінісеріалами, включно з «Archenemy», «Darlin'» та «Blindfire». Почесна членкиня Американської спілки кінематографістів.

## Біографія
Народилася 9 квітня 1979 року в Україні, у селі Городець Овруцького району Житомирської області, у родині військового моряка Анатолія та Ольги Андросовичів, мала молодшу сестру. Зростала на радянській військовій базі в Мурманську. З дитинства захоплювалася кіно.
2001 року закінчила Національний аграрний університет з відзнакою. 2005 року здобула ступінь магістра в галузі міжнародної журналістики в Інституті журналістики Київського національного університету. Того ж року одружилася з американцем Меттью Хатчінсом. Працювала журналісткою-розслідувачкою в британських документальних проєктах у Східній Європі. Була асоційованою продюсеркою фільму Річарда Дентона 2006 року «World's Tallest Man» про Леоніда Стадника для Discovery Channel.
Переїхала до Сполучених Штатів та зосередилася на кінематографі, працюючи у кіновиробництві та модній фотографії. 2010 року закінчила професійну програму з кіновиробництва Школи театру, кіно і телебачення Університету Каліфорнії в Лос-Анджелесі. Народила сина. З 2013 до 2015 року навчалася в консерваторії Американського інституту кіно, де її ментором був Стівен Лайтгілл. Дипломний проєкт Хатчінс «Hidden», знятий режисером Фарзадом Осторвазаде, показали на Міжнародному кінофестивалі Camerimage.
2018 року була однією з перших восьми жінок-кінематографісток, які брали участь у програмі Fox DP Lab, створеній, щоб надати більші можливості кінематографісткам. 2019 року журнал «American Cinematographer» назвав її «висхідною зіркою» кінематографу. Того ж року отримала нагороду кінофестивалю «Англійська Рів'єра» за найкращу кінематографію короткометражного фільму «Treacle».
Була спілчанкою Міжнародної гільдії кінематографістів (ICG) та Міжнародного альянсу працівників театральної сцени (IATSE), напередодні смерті висловлювала підтримку запланованого страйку альянсу через незадовільні умови праці.

### Смерть
21 жовтня 2021 року під час знімання фільму «Раст» у Бонанза-Сіті поблизу Санта-Фе, Нью-Мексико, актор Алек Болдвін вистрілив із реквізитної зброї, смертельно поранивши Хатчінс у груди. Режисер Джоел Соуза, що стояв позаду, отримав поранення в плече. У револьвері серед муляжів був бойовий патрон. Галина Хатчінс померла від отриманих травм у лікарні міста Альбукерке.

## Вшанування пам'яті
22 жовтня 2021 року Американський інститут кіномистецтва повідомив про створення Стипендіального фонду імені Галини Хатчінс. 23 та 24 жовтня в містах Альбукерке та Бербанк пройшли вечори вшанування пам'яті Хатчінс, організовані місцевими відділеннями IATSE. 14 листопада Американська спілка кінематографістів посмертно нагородила Хатчінс почесним членством «на знак визнання її роботи як кінематографістки».
У березні 2025 року на Hulu вийшов документальний фільм Останній дубль: Іржа й історія Галини режисерки Рейчел Мейсон про обставини загибелі Хатчінс.

## Фільмографія
| Рік       | Назва фільму        | Назва фільму           | Як операторка-постановниця або                   | Формат           |
| Рік       | оригінальна         | українською            | Як операторка-постановниця або                   | Формат           |
| --------- | ------------------- | ---------------------- | ------------------------------------------------ | ---------------- |
| 2006      | World's Tallest man |                        | асоційована продюсерка                           | документальний   |
| 2010      | The Family Business |                        | менеджерка виробництва, друга режисерка, акторка | короткометражний |
| 2015      | The Secret of Joy   |                        |                                                  | короткометражний |
| 2015      | Hidden              |                        |                                                  | короткометражний |
| 2017      | The Providers       |                        |                                                  | короткометражний |
| 2017      | Snowbound           |                        |                                                  | повнометражний   |
| 2018—2021 | A Luv Tale          |                        |                                                  | мінісеріал       |
| 2019      | Darlin              | Дорогенька             | також кінооператорка                             | повнометражний   |
| 2019      | Treacle             |                        |                                                  | короткометражний |
| 2020      | Archenemy           | Макс Фіст              |                                                  | повнометражний   |
| 2020      | I Am Normal         |                        |                                                  | короткометражний |
| 2020      | Blindfire           | Сліпий вогонь          |                                                  | повнометражний   |
| 2020      | To the New Girl     |                        | відповідальна за освітлення та електрику         | повнометражний   |
| 2021      | The Mad Hatter      | Божевільний капелюшник |                                                  | повнометражний   |
| 2021      | Sunday's Child      |                        |                                                  | короткометражний |
| 2024      | Rust                | Раст                   |                                                  | повнометражний   |